# Rotonda (Itália)
Rotonda é uma comuna italiana da região da Basilicata, província de Potenza, com cerca de 3.890 habitantes. Estende-se por uma área de 42 km², tendo uma densidade populacional de 93 hab/km². Faz fronteira com Laino Borgo (CS), Laino Castello (CS), Morano Calabro (CS), Mormanno (CS), Viggianello.

## Demografia
| Variação demográfica do município entre 1861 e 2011                               |
|                                                                                   |
| Fonte: Istituto Nazionale di Statistica (ISTAT) - Elaboração gráfica da Wikipedia |